# Babam ve Ailesi
Babam ve Ailesi (Mi padre y su familia o Secretos de Familia en español) es una serie de televisión turca de 2016, producida por Gold Film y emitida por Kanal D.

## Trama
La historia de un hombre que tiene dos familias en dos ciudades distintas. 
Kemal İpekçi es un hombre de negocios exitoso que una vez tuvo que escuchar a sus padres y cambiar su vida, dejando a su amor de juventud, Nilgün Kayalar. Sin embargo, tiene dos hijos mellizos con ella ocultados en su ciudad natal, Adana; mientras que con su esposa, Suzan, tienen un hijo e hija en Estambul, que son su familia oficial ante la sociedad. Años después, una tragedia hará que sus dos familias se conozcan.

## Reparto
- Ayça Bingöl como Nilgün Kayalar.
- Bülent İnal como Kemal İpekçi.
- Ceyda Düvenci como Suzan İpekçi.
- Erdem Akakçe como Fadıl Kayalar.
- Sercan Badur como Mert İpekçi.
- Caner Şahin como Kadir Kayalar.
- Sera Kutlubey como Hasret Kayalar.
- Emel Göksu como Macide İpekçi.
- Eva Dedova como Ece.
- Doğa Zeynep Doğuşlu como Çiçek İpekçi.
- Kubilay Karslıoğlu como Ahmet.
- Fulya Ülvan como Filiz.
- Sezin Bozacı como Emine.
- Hakan Altuntaş como Rıza.
- Ecem Simge Yurdatapan como Yelda.
- Can Albayrak como İbo.
- İlker Özer como Kerim.
- Emre Başer como Orhan.
- Kosta Kortidis como Arif.
- Özlem Gündoğdu

## Emisión internacional
| País          | Cadena                  |
| ------------- | ----------------------- |
| Angola        | ZAP Novelas             |
| Bulgaria      | bTV                     |
| Eslovaquia    | TV Doma                 |
| Hungría       | Nova TV                 |
| Kazajistán    | 7 канал                 |
| Latinoamérica | Kanal D Drama           |
| Mozambique    | ZAP Novelas             |
| Perú          | Panamericana Televisión |
| Polonia       | TVP1                    |
| R. Dominicana | Telemicro 5             |
| Rumanía       | Pro2                    |
| Serbia        | RTV Pink                |
| Turquía       | Kanal D                 |